# Azuaga

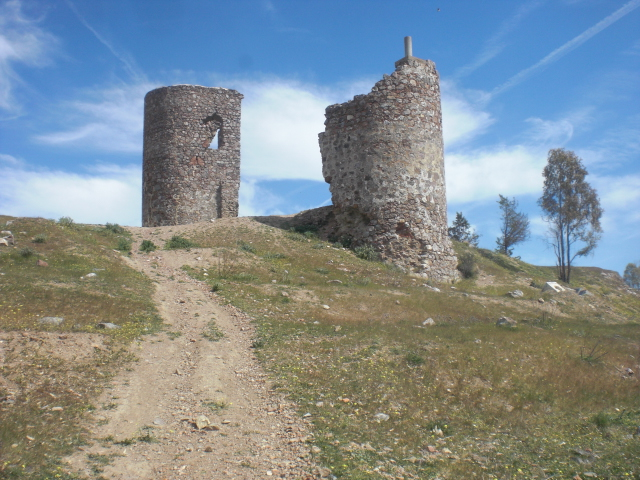
Azuaga – Burgruine

Azuaga ist eine Kleinstadt und eine Gemeinde (municipio) mit nur noch 7.595 Einwohnern (Stand: 2024) im Südosten der spanischen Provinz Badajoz in der Autonomen Gemeinschaft Extremadura. Der historische Ortskern wurde im Jahr 1995 als Conjunto histórico-artístico anerkannt.

## Lage
Der Ort Azuaga liegt im Quellgebiet des Río Bembézar im Norden der Sierra Morena ungefähr auf halber Strecke zwischen Mérida und Córdoba in einer Höhe von ca. 595 m. Die hübsche Kleinstadt Constantina ist ca. 57 km (Fahrtstrecke) in südlicher Richtung entfernt. Das Klima im Winter ist gemäßigt, im Sommer dagegen warm bis heiß; die eher geringen Niederschlagsmengen (ca. 635 mm/Jahr) fallen – mit Ausnahme der nahezu regenlosen Sommermonate – verteilt übers ganze Jahr.

## Bevölkerungsentwicklung
| Jahr      | 1857  | 1900   | 1950   | 2000  | 2019  |
| Einwohner | 6.647 | 14.192 | 17.669 | 8.735 | 7.853 |

Der deutliche Bevölkerungsrückgang seit den 1950er Jahren ist im Wesentlichen auf die Mechanisierung der Landwirtschaft, die Aufgabe bäuerlicher Kleinbetriebe und den damit einhergehenden Verlust an Arbeitsplätzen zurückzuführen (Landflucht).

## Wirtschaft
Während das Umland über Jahrhunderte in hohem Maße landwirtschaftlich geprägt war und immer noch ist, ließen sich im Ort selbst auch Kleinhändler, Handwerker und Dienstleister aller Art nieder.

## Geschichte
Auf dem Gemeindegebiet von Azuaga wurden die Überreste von mehr als 30 jungsteinzeitlichen Großsteingräbern (dolmen) entdeckt. Im Rathaus der Stadt werden die Reste von 4 römischen Grabstelen aufbewahrt. Aus westgotischer Zeit stammt möglicherweise eine Säule mitsamt Kapitell in der Ermita de Humiladero. Der Geograph al-Idrisi erwähnt den durch eine Festung (kasbah) gesicherten Ort im 12. Jahrhundert erstmals unter seinem heutigen Namen. Um das Jahr 1236 wurde Azuaga von den christlichen Heeren unter König Ferdinand III. von Kastilien zurückerobert (reconquista); dieser übergab den Ort der Obhut des Santiagoordens. Ihre Blütezeit erlebte die Stadt im ausgehenden 15. und im beginnenden 16. Jahrhundert.

## Sehenswürdigkeiten

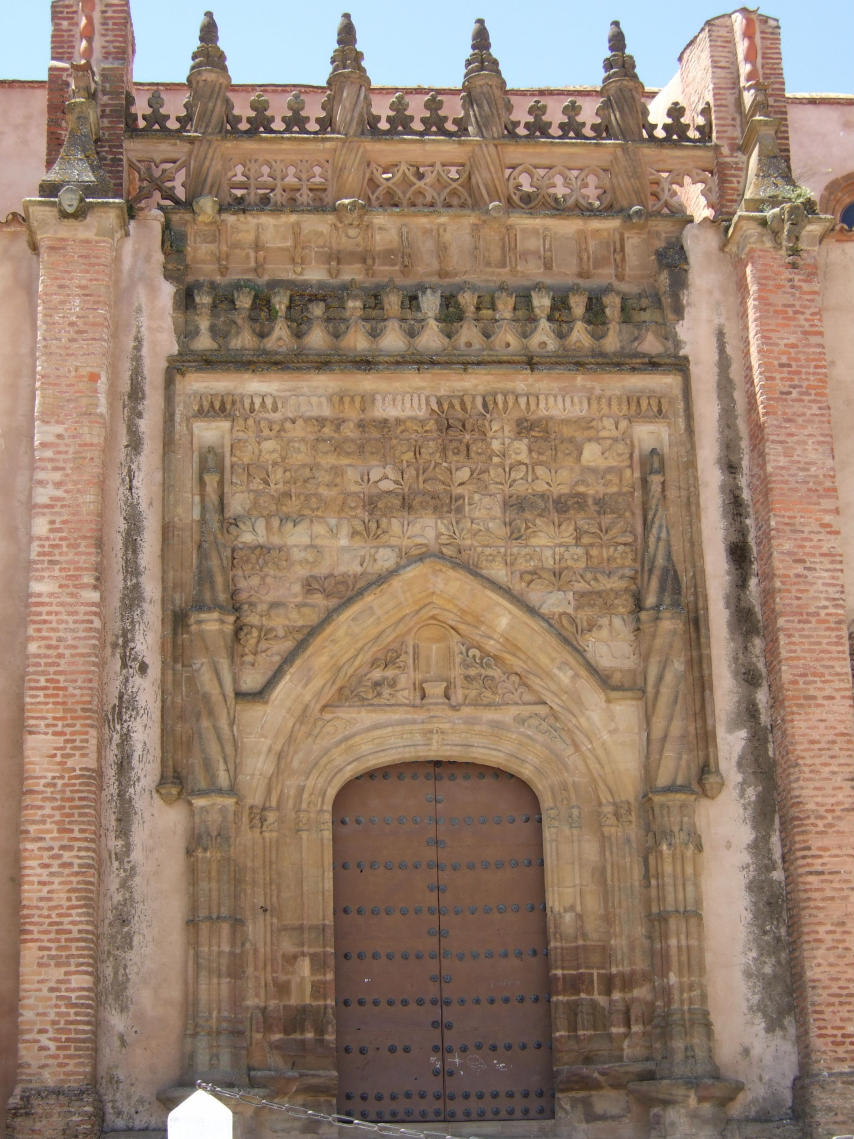
Portal der Kirche

- Von der maurischen, später christlichen Burg (Castillo de Miramontes) stehen nur noch unbedeutende Reste.[5]
- Wichtigstes Bauwerk der Stadt ist die in den Jahren 1511 bis 1538 erbaute Kirche Nuestra Señora de la Consolación, deren aus exakt behauenen Steinen gefügtes, aber von zwei Ziegelsteinpfeilern gerahmtes Nordportal vom Isabellinischen Stil beeinflusst ist. Das Innere der dreischiffigen Basilika ist geprägt durch Kreuzrippengewölbe, die sich aus leicht geschwungenen spätgotischen Bündelpfeilern entwickeln, und durch mehrere barocke Schnitzaltäre. Zur Ausstattung der Kirchen gehören auch ein Taufbecken und eine silberne Custodia.[6]
- Eine weitere Kirche (Nuestra Señora de la Merced)[7] und mehrere Kapellen (ermitas) bereichern das Ortsbild.[8]
- Ein Museum beschäftigt sich mit der Entwicklung der Region.[9]

Umgebung
- In der Umgebung des Ortes finden sich mehrere Dolmen und ein Menhir.[10]

## Persönlichkeiten
- Asunción Gómez-Pérez (* 1967), Informatikerin